# Església Parroquial de Sant Jaume (Luzaide)
L'Església Parroquial de Sant Jaume (basc: Santiago Apostulua eliza) és una església catòlica situada al barri d'Elizalde de Luzaide (Navarra, Espanya). Acull la parròquia d'aquest municipi. Es considera un dels monuments més ressenyables en matèria artística de Luzaide i ocupa un lloc dominant en aquesta població.

## Història
L'advocació de l'església, que està dedicada a Jaume el Major recorda el pas del Camí de Sant Jaume per Luzaide des de l'Edat Mitjana. Va tenir la localitat de Luzaide nombrosos albergs de pelegrins en aquella època alguns dels quals es trobaven al costat d'aquest temple. Aquesta església dona nom a al barri de Luzaide on s'ubica, Elizalde, que significa la zona de l'església en basc, ja que és el barri que va créixer al voltant de la parròquia de la vall.
L'actual església és relativament moderna. L'antic temple va ser totalment destruït en 1794 durant la Guerra Gran quan la localitat va ser incendiada i saquejada per tropes franceses. Es va construir una nova església uns anys més tard, entre 1799 i 1802, obra de l'arquitecte José Poudez que també va construir l'Hospital de Roncesvalles. El 1859 es van renovar el claustre i la torre. Tot i que el temple estava en bones condicions, a l'sembla s'havia quedat petit per a les necessitats dels feligresos, així que l'església es va demolir totalment i es va construir una nova segons els plànols de l'arquitecte navarrès Florencio Ansoleaga.
En 2014 va ser inclòs com a part del catàleg de béns individuals inscrits en el Patrimoni de la Humanitat dins el lloc conegut com Camins de Santiago a Espanya.

## Descripció
La  planta, de creu llatina, presenta una àmplia nau de tres trams, sent més ample el que precedeix la capçalera, que és pentagonal. Marquen els diferents trams pilars semicirculars amb capitells dòrics, adossats a el mur i que descansen en  nervis motllurats de la coberta de la nau, de creueria simple. L'arc que dona pas a la capçalera es recolza en pilars de capitell motllurat. La coberta de la capçalera és una volta amb draps els nervis munten sobre mènsules semicirculars. El cor se situa als peus en una solució bastant original. Es recolza sobre columnes amb aiguabenditeres de tassa gallonada incorporades a la moda d'al segle xvii.
A l'exterior l'edifici ofereix un aspecte sòlid i homogeni on contrasten amb el color blanc els elements estructurals en carreu vermellós. La nau del temple està envoltada per un cos que actuant de tancat uneix els braços del creuer. La façana s'organitza en tres cossos dividits en tres carrers per faixes verticals. El primer conté triple arcada de mig punt que configura el pòrtic; el segon, tres finestres i el tercer, el rellotge. Sobre aquesta última part s'alça la torre conformada per un cos cúbic de no gaire alçada, amb draps oberts per a les campanes, arquets en la rematada i frontó triangular on s'assenta la cuculla que remata aquest cos de campanes.
Dins de l'església hi ha tres retaules d'estil neogòtic signats per Florentino Istúriz en 1908. El retaule major se situa en el Presbiteri i representa Santiago Matamoros amb la Verge i el Sagrat Cor a cada costat. Pel que fa a orfebreria caldria ressaltar una bella Creu processional de segle XVII feta de plata.